# 빌리 기본스
빌리 기본스(Billy Gibbons, 1949년 12월 16일 ~ )는 미국의 가수이자 기타리스트로, ZZ 탑의 일원으로 활동하고 있다.